# Aliabad-e Persane
Aliabad-e Persane (perski: علي ابادپرسانه) – wieś w Iranie, w ostanie Lorestan. W 2006 roku miejscowość liczyła 47 mieszkańców w 11 rodzinach.